# Chevannay
Chevannay ist eine französische Gemeinde mit 35 Einwohnern (Stand 1. Januar 2022) im Département Côte-d’Or in der Region Bourgogne-Franche-Comté. Sie gehört zum Kanton Semur-en-Auxois und zum Arrondissement Montbard.

## Geografie
Der Fluss Ozerain durchquert das Gemeindegebiet.
Nachbargemeinden sind Villy-en-Auxois im Norden, Champrenault im Nordosten, Saint-Hélier im Osten, Verrey-sous-Drée im Südosten, Saint-Mesmin im Süden und Avosnes im Westen.

## Bevölkerungsentwicklung
| Jahr                       | 1962 | 1968 | 1975 | 1982 | 1990 | 1999 | 2008 | 2016 |
| -------------------------- | ---- | ---- | ---- | ---- | ---- | ---- | ---- | ---- |
| Einwohner                  | 58   | 52   | 39   | 40   | 41   | 46   | 57   | 46   |
| Quellen: Cassini und INSEE |      |      |      |      |      |      |      |      |

## Sehenswürdigkeiten

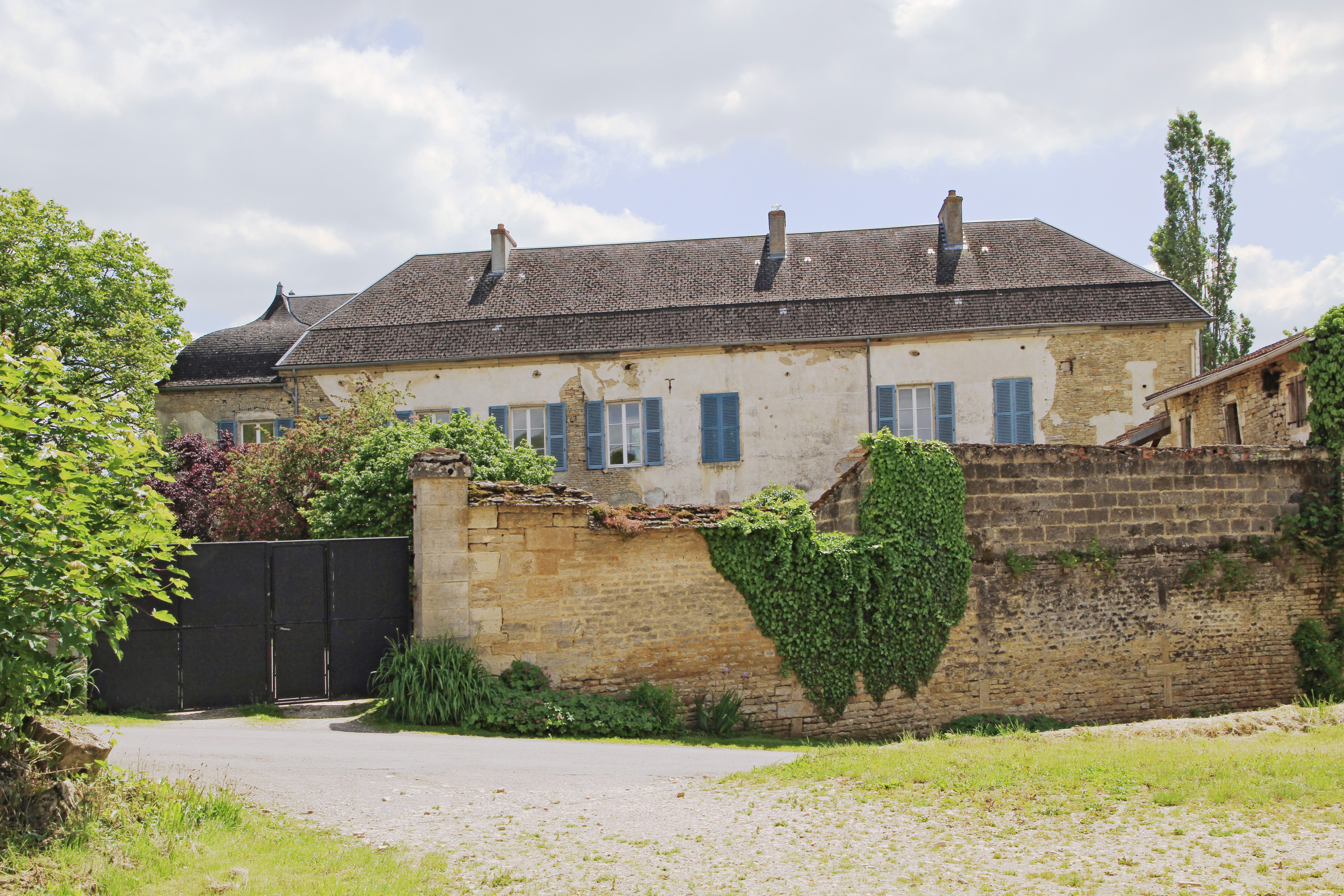
Schloss
- Geburts-Kirche (Église de la Nativité)
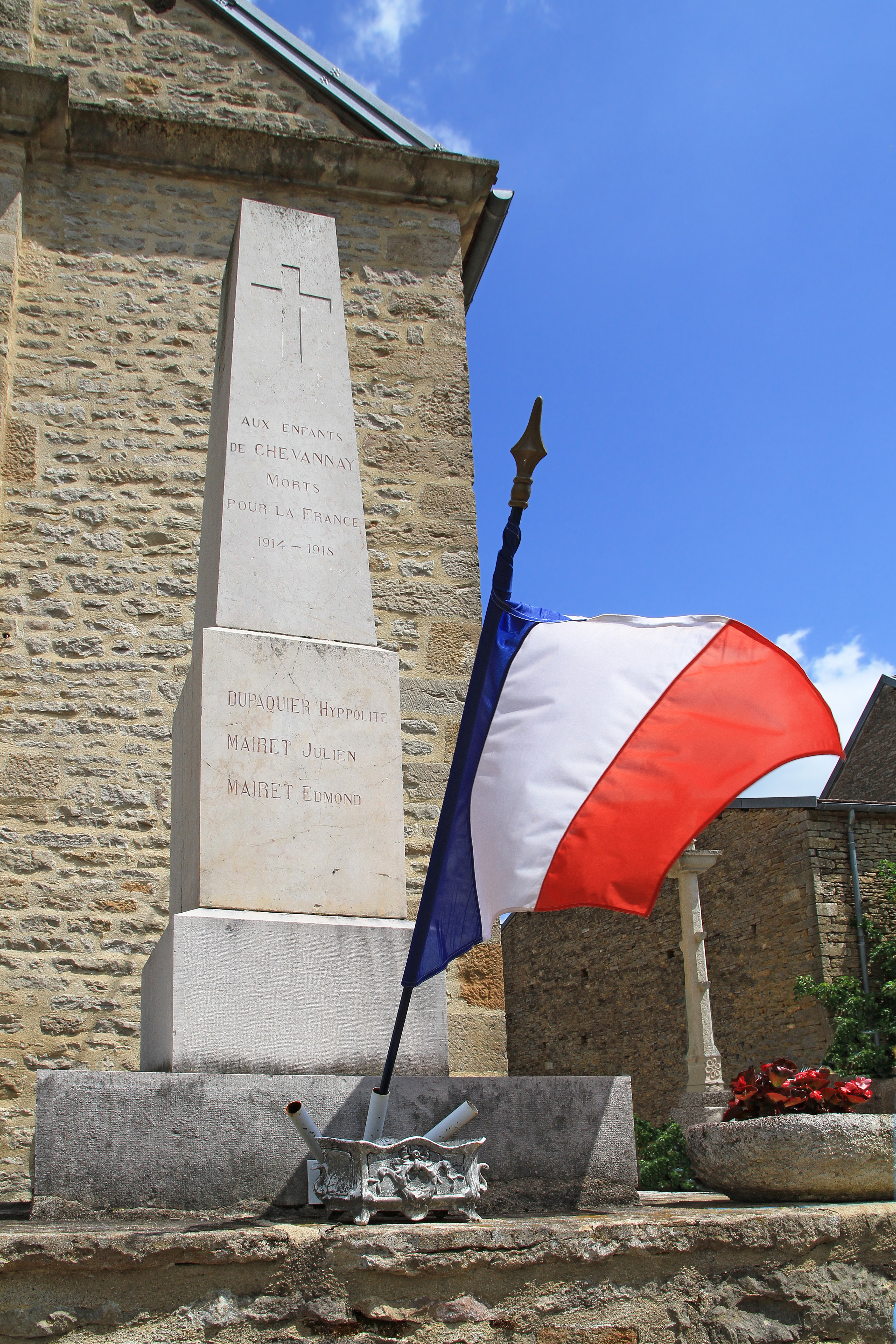
Kriegerdenkmal
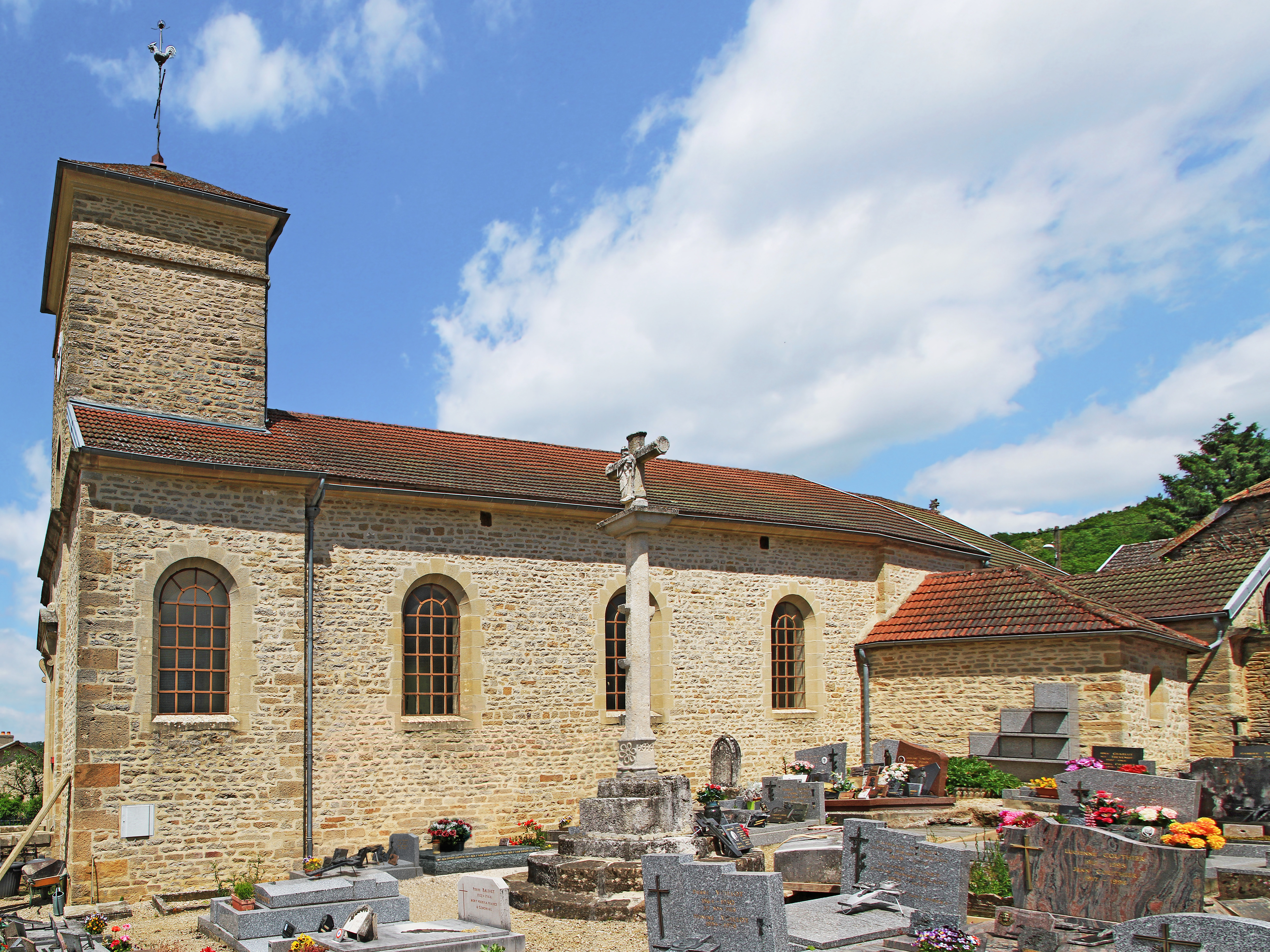
Geburts-Kirche

- Schloss
- Kriegerdenkmal
- Geburts-Kirche